# Channomuraena vittata
Channomuraena vittata és una espècie de peix de la família dels murènids i de l'ordre dels anguil·liformes.

## Morfologia
Els mascles poden assolir els 150 cm de longitud total.

## Distribució geogràfica
Es troba a l'Índic (Reunió, Maurici i l'Illa Christmas), al Pacífic occidental (Palau i les Hawaii), a l'Atlàntic occidental (Bermuda, Bahames i el Carib). També a Bahia (Brasil) i a les illes de l'Atlàntic oriental.